# 大阪府道206号石津川停車場石津線
大阪府道206号石津川停車場石津線（おおさかふどう206ごう いしづがわていしゃじょういしづせん）は、大阪府堺市西区から堺市堺区に至る一般府道である。

## 概要
堺市西区浜寺石津町中4丁から堺市堺区霞ヶ丘町1丁に至る。

### 路線データ
- 起点：大阪府堺市西区浜寺石津町中4丁（阪堺電気軌道阪堺線 石津停留場西）
- 終点：大阪府堺市堺区霞ヶ丘町1丁（霞ヶ丘交差点、大阪府道30号大阪和泉泉南線交点）

## 地理

### 通過する自治体
- 大阪府
  - 堺市（西区 - 堺区）

### 交差する道路
| 交差する道路               | 交差する場所 | 交差する場所        |
| -------------------------- | ------------ | ------------------- |
| 国道26号                   | 石津町4丁    | 石津神社前交差点    |
| 大阪府道30号大阪和泉泉南線 | 霞ヶ丘町1丁  | 霞ヶ丘交差点 / 終点 |

### 交差する鉄道
- 阪堺電気軌道阪堺線

### 沿線
- 南海本線 石津川駅（起点付近）
- 阪堺電気軌道阪堺線 石津停留場
- 大阪信用金庫 石津支店
- 堺浜寺石津郵便局
- 堺市立浜寺石津小学校
- 石津太神社
- 石津神社
- 堺神石郵便局
- 堺市立神石小学校